# Ахмед ульд Сіді Ахмед
Ахмед I ульд Сіді Ахмед (*д/н — 1828) — 6-й емір Адрару в 1828—1861 роках.

## Життєпис
Походив з арабського клану ульд-джафрія. Старший син еміра Сіді-Ахмеда I. після смерті батька 1828 року посів трон. Проти нього повстали зведені брати, яких Ахмед I переміг, змусивши тікати до еміратів Трарза і Тагант.
В наступні роки вимушен був воювати проти берберів на чолі із потужним племен ульд-демайн, що мігрувала з Трарзи. Частина бербрів підтримали повстання родича еміра Ахмеда ульд Лефділа, що захопив захід держави. також війна точилася з переміним успіхом з берберськими кланами ульд-салім і ульд-альмулат.
1855 року проти Ахмеда I виступив Мухаммад аль-Хабіб, емір Трарзи, якого підбурив Мухтар, брат еміра Адрару. Війська Адрару зазнали низки поразок, а сам емір втік на схід. Проте продовжив чинити опір. 1856 року повернув свої теритрії, замирившись з еміром Трарзи. Того ж року на зборах в Тін Дуджі доєднався до антифранцузької коаліції еміратів Трарза і Бракна.
1860 року прийняв французьке посольство на чолі із капітаном Анрі Вінсентом. Втім відмовився від укладання будь-яких угод. Помер 1861 року. Йому спадкував брат Мухаммад I.